# Dichagyris scotographa
Dichagyris scotographa là một loài bướm đêm trong họ Noctuidae.